# Universidade das Primeiras Nações do Canadá
A Universidade das Primeiras Nações do Canadá ou (FNUniv) é uma universidade canadense em Saskatchewan com campi em Regina, Saskatoon e Prince Albert. O edifício do campus Regina foi projetado pelo arquiteto Douglas Cardinal. A universidade foi criada para atender às necessidades educacionais dos povos indígenas da província de Saskatchewan.